# سان گارسیا د اینخلمس
سان گارسیا د اینخلمس دهستانی در استان آبیلای اسپانیا است.
در این دهستان ۱۵۱ نفر زندگی می‌کنند. مساحت این دهستان ۳۸٫۱۱ کیلومتر مربع است.